# Guardiola
Guardiola là một chi thực vật có hoa trong họ Cúc (Asteraceae).

## Loài
Chi Guardiola gồm các loài: